# Liste der Einträge im National Register of Historic Places im Crawford County (Iowa)

Lage des Crawford County in Iowa

Die Liste der Einträge im National Register of Historic Places im Crawford County in Iowa führt die Bauwerke und historischen Stätten im Crawford County auf, die in das National Register of Historic Places aufgenommen wurden.

## Aktuelle Einträge
| [ 2 ] | Name                                     | Bild                                     | Eintragsdatum        | Lage | Ort                    | Beschreibung                                                                                           |
| ----- | ---------------------------------------- | ---------------------------------------- | -------------------- | --- | ---------------------- | --- |
| 1     | Beaver Creek Bridge                      |                                          | 1998 ID-Nr. 98000799 | Brücke der 180th Street über den Beaver Creek 42° 11′ 48″ N, 95° 30′ 54″ W                              | Schleswig              | 1945 errichtete stählerne Fachwerkbrücke                                                               |
| 2     | Buck Grove Bridge                        |                                          | 1998 ID-Nr. 98000797 | Brücke der Buck Creek Avenue über den Buck Creek 41° 54′ 50″ N, 95° 22′ 49″ W                           | östlich von Buck Grove | 1945 errichtete Fachwerkbrücke                                                                         |
| 3     | John T. and Marietta (Greek) Carey House | John T. and Marietta (Greek) Carey House | 2005 ID-Nr. 05000276 | 1502 1st Avenue, North 42° 1′ 3″ N, 95° 21′ 6″ W                                                        | Denison                | 1893 im Queen-Anne-Stil errichtetes Wohnhaus                                                           |
| 4     | Clarence D. Chamberlin House             | Clarence D. Chamberlin House             | 1977 ID-Nr. 77000505 | 1434 2nd Avenue, South 42° 0′ 53″ N, 95° 21′ 7″ W                                                       | Denison                | 1910–1914 errichtetes Wohnhaus                                                                         |
| 5     | Crawford County Courthouse               | Crawford County Courthouse               | 1981 ID-Nr. 81000232 | Broadway zwischen Avenue B und Avenue C 42° 1′ 2,2″ N, 95° 21′ 24,3″ W                                  | Denison                | 1904–1905 im Beaux-Arts-Stil errichtetes Justiz- und Verwaltungsgebäude des Crawford County            |
| 6     | Dow House                                | Dow House                                | 1972 ID-Nr. 72000471 | Prince Street, an der südlichen Stadtgrenze 41° 55′ 30″ N, 95° 29′ 50″ W                                | Dow City               | 1872–1874 errichtetes Wohnhaus des Geschäftsmannes Simon E. Dow, nach dem die Stadt benannt ist        |
| 7     | Z.T. Dunham Pioneer Stock Farm           |                                          | 1993 ID-Nr. 93000652 | IA 37, rund eine Meile nordwestlich von Dunlap 41° 52′ 3″ N, 95° 37′ 9″ W                               | Boyer Township         | 1850 eingerichtete Farm                                                                                |
| 8     | East Soldier River Bridge                |                                          | 1998 ID-Nr. 98000798 | Brücke der 120th Street über den East Soldier River westlich von Charter Oak 42° 3′ 28″ N, 95° 38′ 1″ W | Charter Oak Township   | 1945 errichtete Fachwerkbrücke                                                                         |
| 9     | Klondike Hotel                           |                                          | 1996 ID-Nr. 96001060 | 332 3rd Street 41° 53′ 26″ N, 95° 14′ 3″ W                                                              | Manilla                | 1897 im Italianate-Stil errichtetes Hotel                                                              |
| 10    | William A. McHenry House                 | William A. McHenry House                 | 1976 ID-Nr. 76000755 | 1428 1st Avenue, North 42° 1′ 5″ N, 95° 21′ 7″ W                                                        | Denison                | 1886 im viktorianischen Stil errichtetes Wohnhaus; heute Museum der Crawford County Historical Society |
| 11    | Nishnabotna River Bridge (310th Street)  | Nishnabotna River Bridge (310th Street)  | 1999 ID-Nr. 99000309 | Brücke der 310th Street über den West Nishnabotna River 41° 52′ 0″ N, 95° 16′ 0″ W                      | Manilla                | 1945 errichtete Fachwerkbrücke                                                                         |
| 12    | Nishnabotna River Bridge (T Avenue)      | Nishnabotna River Bridge (T Avenue)      | 1998 ID-Nr. 98000801 | Brücke der T Avenue über den West Nishnabotna River 41° 56′ 8″ N, 95° 13′ 8″ W                          | Manilla                | 1945 errichtete Fachwerkbrücke                                                                         |
| 13    | Park Motel                               | Park Motel                               | 2000 ID-Nr. 00000565 | 803 4th Avenue South 42° 0′ 43″ N, 95° 21′ 45″ W                                                        | Denison                | 1940 errichtetes Motel                                                                                 |
| 14    | Yellow Smoke Park Bridge                 |                                          | 1998 ID-Nr. 98000800 | Fußgängerbrücke über einen kleinen Bachlauf 42° 0′ 31″ N, 95° 19′ 38″ W                                 | Denison                | 1945 ursprünglich an anderer Stelle errichtete Fachwerkbrücke; 1986 an den heutigen Ort verbracht      |